# Bayuning
Bayuning is een bestuurslaag in het regentschap Kuningan van de provincie West-Java, Indonesië. Bayuning telt 3726 inwoners (volkstelling 2010).